# Кианит
Киани́т — минерал, силикат алюминия. Синонимы — дисте́н, устар. циани́т.

## Названия
Название (в то время Cyanit) дано Вернером в 1789 году благодаря интенсивному тёмно-синему цвету (др.-греч. κυανός — «синий»). Название «дистен» (Disthen) впервые употреблено Гаюи в 1801 году и происходит от необычной двойной твёрдости минерала (см. ниже).
В древнерусских текстах обозначается словом «баус», объединявшим все драгоценные камни синего цвета: кианит, светлый сапфир, индиголит.

## Свойства
Часто встречается в кристаллах (триклинной сингонии). Цвет минерала бывает синий, зелёный, жёлтый, фиолетовый, бесцветный или почти чёрный. Цвет вызван примесями соединений железа, марганца, титана, хрома. Кроме того, окраска может меняться в зависимости от угла зрения. Существуют камни с эффектом «кошачьего глаза», таким кианитам обычно придают форму кабошонов. В природе чаще встречаются непрозрачные спутанноволокнистые кианиты.
Плотность 3,5—3,7, блеск перламутровый до стеклянного.
Состав (%): 62,92 — Al2O3; 37,08 — SiO2.
Кианит — огнеупорный материал, разлагается на кварцевое стекло и муллит примерно при 1100°С (3(Al2O3·SiO2) → 3Al2O3·2SiO2 + SiO2).

### Анизотропия твёрдости

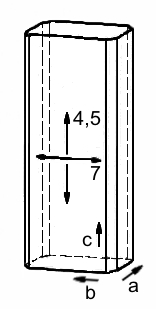
Различия в твёрдости кианита

Твёрдость кианита резко различается по направлениям: поперечная — 7, вдоль кристалла — 4,4 (царапается ножом). Это необычное свойство отражено во втором названии минерала — «дистен» (от ди- и др.-греч. σθένος, «сила»).
Это свойство позволяет отличать кианиты от похожих на них сапфиров, к тому же твёрдость у кианитов меньше.

## Происхождение
Кианит формируется за счёт метаморфизма осадочных толщ, насыщенных глинозёмом: древних кор выветривания, полевошпатовых песчаников. Условия метаморфизма: от эпидот-амфиболитовой до гранулитовой фации (свыше 500° С). Давление: свыше 8 кБар в эпидот-амфиболитовой и свыше 12 кБар в условиях гранулитовой фации. При понижении давления переходит в силлиманит, либо распадается с выделением кварца и другого алюмосиликата — муллита.

## Месторождения
Месторождения ювелирных кианитов существуют во многих районах мира: в Бирме, Бразилии, Кении, США, Швейцарии, Австрии (Тироль), Германии (Шпессарт). Известны индийские кианиты из штатов Кашмир и Пенджаб. В России ограночные камни добывали на Урале, где их веретенообразные кристаллы называли «овсянками» и использовали как недорогой ювелирный материал. Пригодные к огранке синие и голубые кианиты имеются также в Карелии, на Кольском полуострове. На Кольском полуострове расположены крупнейшие в мире запасы кианита, приуроченные к древним метаморфическим сланцам. Кольский кианит рассматривается как перспективное сырьё для алюминиевой промышленности — из него, используя простые схемы обогащения, можно получать практически силумин.

## Применение

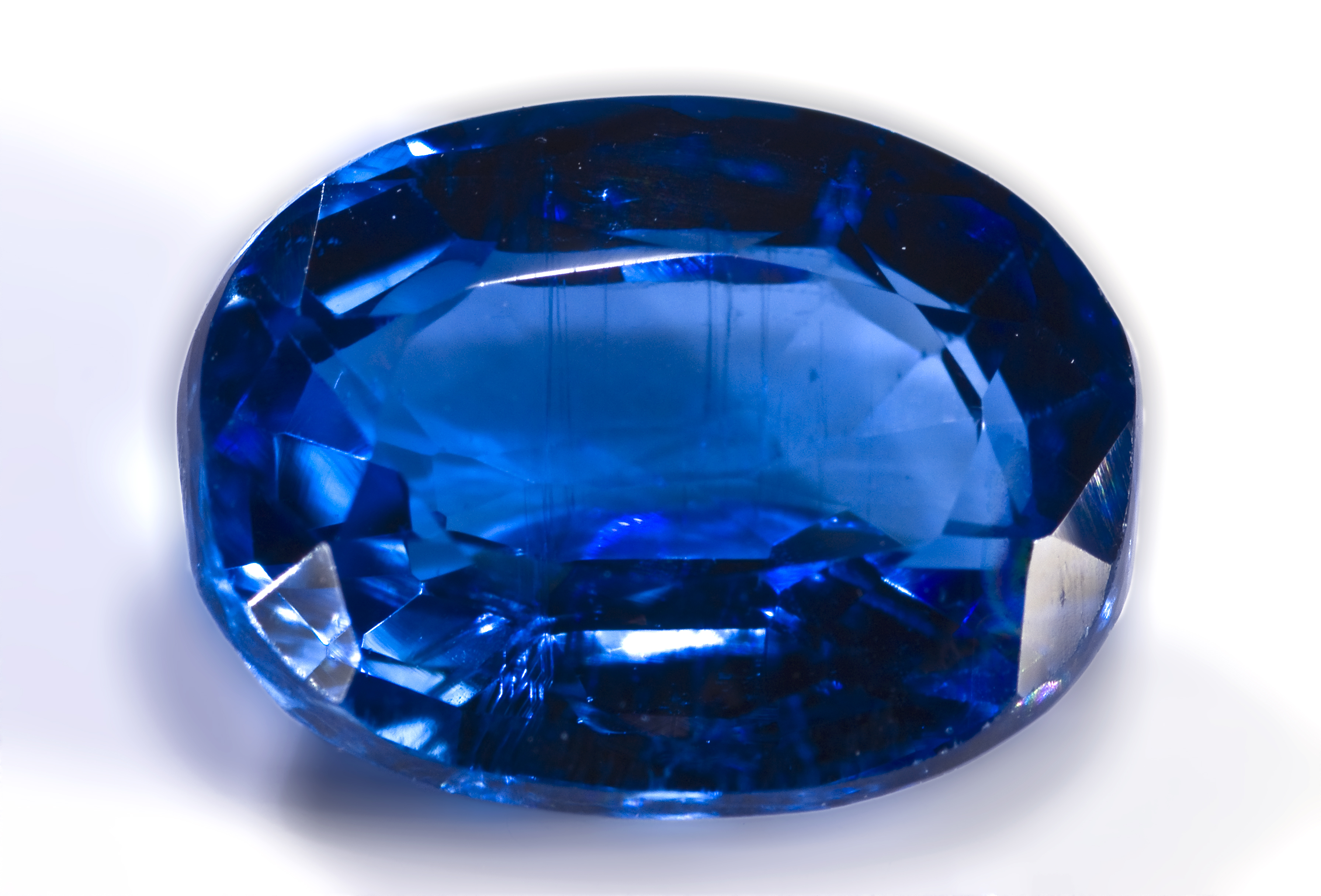
Непальский кианит, огранённый в форме овала

Кианит наряду с андалузитом и силлиманитом используется для производства различных огнеупорных изделий и фарфора.
Кианит редко применяется в качестве драгоценного камня из-за трудности огранки ввиду совершенной спайности. Похож на аквамарин, бенитоит, кордиерит, дюмортьерит, сапфир и голубой турмалин.